# Route 131 (Québec)
Die Route 131 ist eine Nationalstraße (Route nationale) der kanadischen Provinz Québec und führt durch die Verwaltungsregion Lanaudière.

## Streckenbeschreibung
Die 132,6 km lange Überlandstraße führt von Lavaltrie am nordwestlichen Flussufer des Sankt-Lorenz-Stroms 50 km nordöstlich von Montréal in der MRC D’Autray als Abzweig der Route 138 anfangs in nordwestlicher Richtung zur Autoroute 40. Von der Autoroute 40 bis nach Joliette in der gleichnamigen MRC Joliette ist die Route 131 vierspurig ausgebaut und deckungsgleich mit der Autoroute 31 (Autoroute Antonio-Barrette). Anschließend führt sie durch die benachbarte Stadt Notre-Dame-des-Prairies nach Norden in die MRC Matawinie. Dort passiert die Fernstraße die Orte Saint-Félix-de-Valois, Saint-Jean-de-Mahta, Sainte-Émélie-de-l’Énergie und Saint-Zénon und erreicht schließlich Saint-Michel-des-Saints. Sie endet knapp 13 km weiter östlich in dem Weiler Saint-Ignace-du-Lac am Südufer des Réservoir Taureau.